# Chi Quế
Chi Quế (tên khoa học: Cinnamomum) là một chi các loài thực vật thường xanh thuộc họ Nguyệt quế (Lauraceae). Lá và vỏ cây các loài thuộc chi này có tinh dầu thơm. Chi này có khoảng hơn 300 loài, phân bố chủ yếu tại các khu vực nhiệt đới và cận nhiệt đới của Bắc Mỹ, Trung Mỹ, Nam Mỹ, châu Á, châu Đại Dương và Australasia.
Các loài quế quan trọng trong chi bao gồm quế quan (Cinnamomum verum hay C. zeylanicum, còn gọi là "quế thực sự" hay quế Ceylon, quế Tích Lan), quế Trung Quốc (C. aromaticum hay C. cassia), long não (C. camphora), quế thanh (C. loureiroi, hay quế Thanh Hóa, quế Quỳ), Malabathrum (C. tamala, còn gọi là C. tejpata; tejpat hay tej pat theo tiếng Hindi.

## Sử dụng

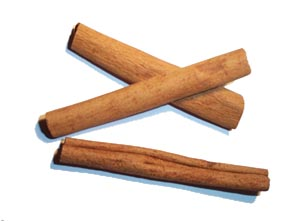
Vỏ quế quan

Quế là một vị thuốc có giá trị được dùng phổ biến trong Đông y lẫn Tây y. Trong Đông y quế đứng thứ 3 trong bốn loại dược phẩm quý giá nhất, gồm sâm, nhung, quế, phụ"
Phần lớn các loài quế được sử dụng làm gia vị trong nhiều nền ẩm thực các nước trên thế giới. Chẳng hạn trong ẩm thực Việt Nam, quế là một thành phần quan trọng trong gia vị của nồi nước dùng cho món phở Việt.

## Một số loài tiêu biểu
- Cinnamomum acuminatifolium
- Cinnamomum acuminatissimum
- Cinnamomum acutatum
- Cinnamomum africanum
- Cinnamomum aggregatum
- Cinnamomum alainii
- Cinnamomum alatum
- Cinnamomum albiflorum
- Cinnamomum alcinii
- Cinnamomum alexei
- Cinnamomum alibertii
- Cinnamomum alternifolium
- Cinnamomum altissimum
- Cinnamomum ammannii
- Cinnamomum amoenum
- Cinnamomum amplexicaule
- Cinnamomum amplifolium
- Cinnamomum anacardium
- Cinnamomum andersonii
- Cinnamomum angustifolium
- Cinnamomum angustitepalum
- Cinnamomum antillarum
- Cinnamomum appelianum - Mao quế
- Cinnamomum arbusculum
- Cinnamomum archboldianum
- Cinnamomum areolatocostae
- Cinnamomum areolatum
- Cinnamomum areolatum
- Cinnamomum arfakense
- Cinnamomum argenteum
- Cinnamomum arsenei
- Cinnamomum asa-grayi
- Cinnamomum assamicum
- Cinnamomum aubletii
- Cinnamomum aureo-fulvum
- Cinnamomum australe
- Cinnamomum austro-sinense - Quế Hoa Nam
- Cinnamomum austro-yunnanense - Quế Điền Nam
- Cinnamomum bahianum
- Cinnamomum bahiense
- Cinnamomum baileyanum
- Cinnamomum baillonii
- Cinnamomum balansae - Gù hương, vù hương
- Cinnamomum bamoense
- Cinnamomum barbato-axillatum
- Cinnamomum barbeyanum
- Cinnamomum barlowii
- Cinnamomum bartheifolium
- Cinnamomum barthii
- Cinnamomum bazania
- Cinnamomum beccarii
- Cinnamomum bejolghota - Quế hương, quế lá tù, re gừng, re bầu
- Cinnamomum bengalense
- Cinnamomum biafranum
- Cinnamomum bintulense
- Cinnamomum birmanicum
- Cinnamomum blumei
- Cinnamomum bodinieri - Hầu chương (long não khỉ)
- Cinnamomum bonii - Quế Bon, re Bon
- Cinnamomum bonplandii
- Cinnamomum borneense
- Cinnamomum bourgeauvianum
- Cinnamomum boutonii
- Cinnamomum brachythyrsum
- Cinnamomum bractefoliaceum
- Cinnamomum burmannii - Quế rành, quế trèn, trèn trèn, quế lá hẹp, âm hương
- Cinnamomum camphora - Long não
- Cinnamomum cassia (đồng nghĩa. C. aromaticum): Nhục quế, quế bì, quế Trung Quốc
- Cinnamomum caudiferum - Long não lá đuôi, re chuôi dài
- Cinnamomum chartophyllum - Long não lá dày
- Cinnamomum citriodorum
- Cinnamomum contractum - Quế hoa tụ
- Cinnamomum filipes
- Cinnamomum glanduliferum - Long não Vân Nam
- Cinnamomum glaucescens
- Cinnamomum ilicioides - Long não bát giác
- Cinnamomum impressinervium
- Cinnamomum iners - Quế lá to, quế lợn, quế rừng, hậu phác, hậu phác nam
- Cinnamomum japonicum - Quế thiên trúc
- Cinnamomum javanicum - Nhục quế Java
- Cinnamomum jensenianum - Dã hoàng quế
- Cinnamomum kotoense - Lan tự nhục quế
- Cinnamomum kwangtungense - Quế Quảng Đông (hồng lạt cảo thụ)
- Cinnamomum liangii - Quế vỏ mềm, re hướng dương
- Cinnamomum longepaniculatum - Long não dầu
- Cinnamomum longipetiolatum - Long não cuống dài, re cuống dài
- Cinnamomum loureiroi - Quế thanh, quế Quỳ, nhục quế
- Cinnamomum mairei - Quế lá bạc, re bạc
- Cinnamomum micranthum - Re hoa nhỏ, trầm thủy chương
- Cinnamomum migao - Mễ cảo
- Cinnamomum mollifolium - Long não lá lông
- Cinnamomum oliveri
- Cinnamomum osmophloeum - Thổ nhục quế
- Cinnamomum parthenoxylon - Re hương, re dầu, co chấu, vù hương, xá xị, long não vàng (hoàng chương)
- Cinnamomum pauciflorum - Quế ít hoa (thiểu hoa quế)
- Cinnamomum philippinense - Long não Philippines
- Cinnamomum pingbienense - Quế bình biên
- Cinnamomum pittosporoides - Đao bả mộc
- Cinnamomum platyphyllum - Long não lá rộng (Khoát diệp chương)
- Cinnamomum porphyrium
- Cinnamomum reticulatum - Quế gân lưới (võng mạch quế)
- Cinnamomum rigidissimum - Quế lá cứng
- Cinnamomum saxatile - Long não đá (nham chương)
- Cinnamomum septentrionale - Ngân mộc
- Cinnamomum subavenium - Quế gân to, quế thơm, re thơm, hương quế
- Cinnamomum tamala - Quế hoa trắng, re chay, quế tía, sài quế, Malabathrum hay Tejpat
- Cinnamomum tenuipilum - Long não lông nhỏ (tế mao chương)
- Cinnamomum tonkinense - Re Bắc Bộ, re xanh, quế Bắc Bộ (Giả quế bì thụ)
- Cinnamomum triplinerve
- Cinnamomum tsangii - Lạt trấp thụ
- Cinnamomum tsoi - Re Tso, bình thác quế
- Cinnamomum validinerve - Quế gân thô (Thô mạch quế)
- Cinnamomum verum - Quế hồi, quế quan, quế Ceylon, quế Tích Lan hay nhục quế Tích Lan
- Cinnamomum wilsonii - Xuyên quế